# طوفان مرداد ۱۳۹۷ سیستان و بلوچستان
طوفان ۱۳۹۷ سیستان و بلوچستان در روز ۲۱ مرداد، ساعت بین ۱۱ تا ۱ بعد از ظهر در سیستان و بلوچستان اتفاق افتاد که خساراتی را هم بر جا گذاشت.

## تأثیرات طوفان بر جاده‌ها
موجب مسدود شدن سه محور مواصلاتی این منطقه شد و مسیرهای زاهدان به سفیدآبه، زابل به نهبندان و زابل به سه راهی دشتک مسدود شده‌است

## مصدومیت‌ها توزیع ماسک
طوفان سبب شد ۴۵۰ نفر برای انجام درمانهای تنفسی و چشمی راهی بیمارستان شوند. رسول راشکی مدیرعامل جمعیت هلال احمر سیستان و بلوچستان از توزیع ۴۰ هزار و ۷۰۰ عدد ماسک و ۷۷۵ سبد غذایی میان مردم توفان زده ۲۵ روستای منطقه سیستان خبر داده‌است.
| طوفان‌های سیستان و بلوچستان | شدیدترین بادها زابل | شاخص ذرات معلق زابل | تعداد مصدومان                         |
| -------------------------- | ------------------- | ------------------- | ------------------------------------- |
| طوفان ۱۳ تیر ۱۳۹۷          | ۸۶ کیلومتر بر ساعت  | ۵۰۰                 | ۱۵۷ نفر                               |
| طوفان ۶ مرداد ۱۳۹۷         | ۷۷ کیلومتر بر ساعت  | ۳۵۷                 | ۱۱۴ نفر                               |
| طوفان ۳۰ مرداد ۱۳۹۷        | ۸۰ کیلومتر بر ساعت  | ۵۰۰                 | ۲۶۰ نفر                               |
| طوفان ۳ شهریور ۱۳۹۷        | ۹۲ کیلومتر بر ساعت  | ۵۰۰                 | ۸۲۰ نفر                               |
| طوفان ۱۵ مهر ۱۳۹۷          | ۸۰ کیلومتر بر ساعت  | ۵۰۰                 | ۲۰۸ نفر                               |
| طوفان ۱۲ آبان ۱۳۹۷         | ۸۲ کیلومتر بر ساعت  | ۵۰۰                 | ۹۰ نفر                                |
| طوفان ۱۷ بهمن ۱۳۹۷         | ۸۳ کیلومتر بر ساعت  | ۵۶                  | به علت اطلاع رسانی مصدوم و کشته نداشت |